# Xã Juniata, Quận Bedford, Pennsylvania
Xã Juniata (tiếng Anh: Juniata Township) là một xã thuộc quận Bedford, tiểu bang Pennsylvania, Hoa Kỳ. Năm 2010, dân số của xã này là 954 người.